# 로앤 카르멘

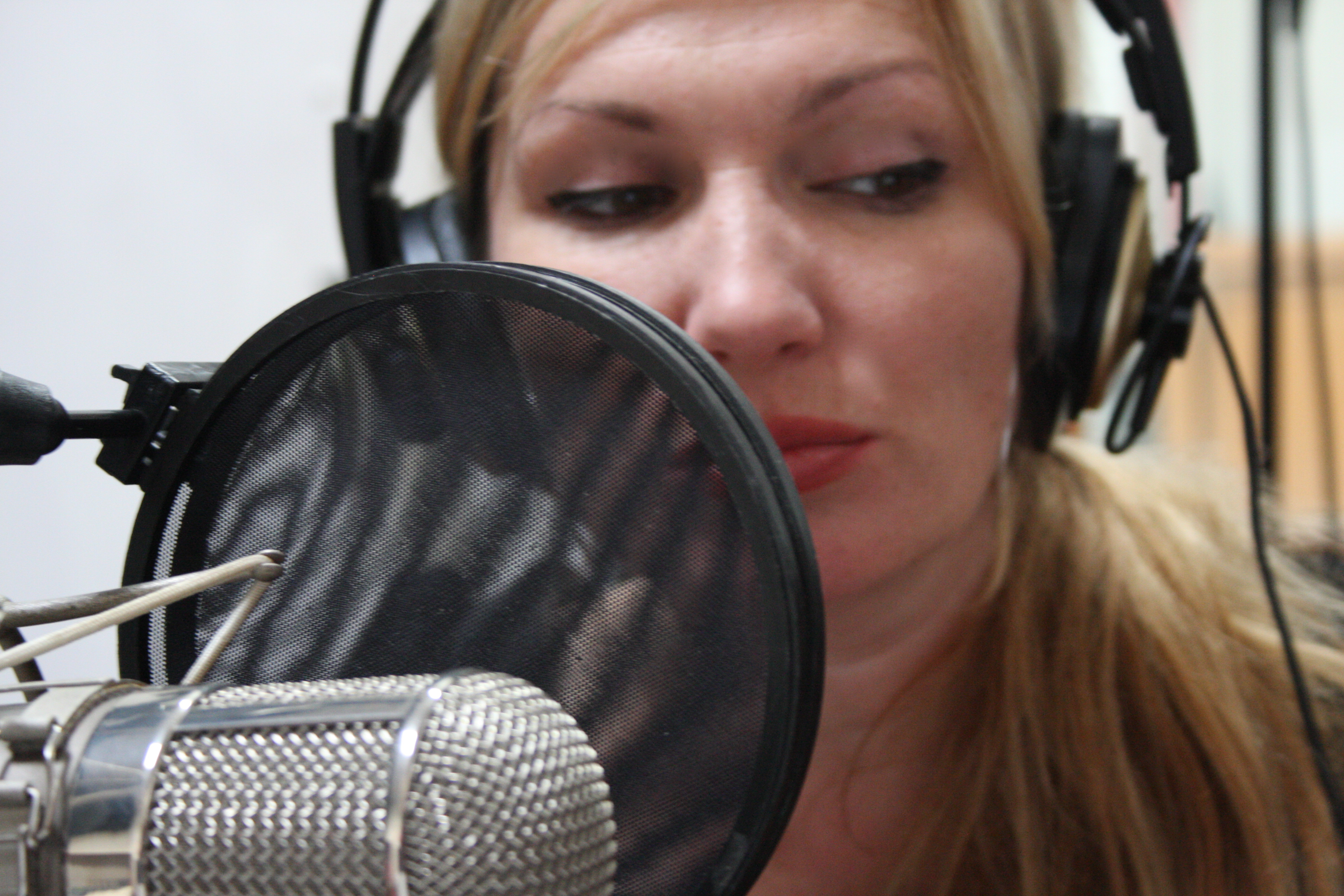

로앤 카르멘(Loene Carmen, 1970년 1월 1일 ~ )은 오스트레일리아의 배우, 가수, 작곡가 겸 작사가, 영화배우, 싱어송라이터이다.
애들레이드에서 태어났다.

## 영화
- 레드 독 (2011년)
- 톰 화이트 (2004년) - 크리스틴 역
- 스트레인지 플래닛 (1999년) - 에이미 역
- 프레이즈 (1998년)
- 노스트라다무스의 연인 (1993년)
- 사랑하기엔 아직 일러요 (1987년)